# Ilah
Ilah de son vrai nom Inge Heremans, née le 25 janvier 1971 à Perk (province du Brabant flamand), est une bédéiste belge néerlandophone. Elle fait partie de la nouvelle vague de la bande dessinée flamande apparue au début des années 2000.

## Biographie

### Jeunesse
Inge Liesbeth Alfonsina Heremans naît le 25 janvier 1971 à Perk, une section de Steenokkerzeel, non loin de Louvain.
Elle passe son adolescence dans une école catholique traditionnelle. Contrairement à beaucoup d’autres, elle ne garde pas de mauvais souvenirs de son éducation religieuse. Ses professeures étaient des religieuses très ouvertes d'esprit. Lorsqu'Ilah étudie la philosophie allemande à l'Université de Louvain, elle abandonne après quelques mois car elle n’aime pas le cours et préfère aller à l’académie des beaux-arts. En 1989, elle choisit un cours de graphisme appliqué à l'Institut Saint-Luc de Bruxelles (section néerlandophone). Ses parents n'étant pas satisfaits de sa décision, elle doit faire appel à son professeur de latin et d'histoire de l'art au lycée pour les convaincre. Finalement, elle est autorisée à étudier à Institut Saint-Luc et obtint son diplôme.
Ensuite, elle décide de poursuivre des études de philosophie à l'Université de Louvain. Encouragée par des amis, elle envoie certains de ses dessins aux journaux flamands locaux. En 1997, Ilah est diplômée en philosophie et en 2008 elle devient professeure à l'Institut Saint-Luc à Bruxelles, où elle enseigne encore en 2022.

### Cordélia
Elle choisit l'acronyme de son nom (I.L.A.H.) comme nom de plume. Ilah est encore à l'université lorsque, le 14 février 1996, sa bande dessinée quotidienne Cordelia est publiée pour la première fois dans le journal De Morgen dont les revenus sont bienvenus à la suite de la naissance de son premier enfant. Cette série met en scène Cordelia une jeune femme enjouée et fantasque. Elle aime plaisanter, mais parle souvent avant de réfléchir. Parfois, elle est d’une franchise embarrassante et maladroite en présence des autres. D’autres cartoons la montrent comme une chienne impitoyable ou une femme vulnérable et déprimée ayant besoin de réconfort. Cordélia est sujette à des changements d'humeur inattendus, qui se produisent parfois dans une seule case. C’est toujours une occasion en or pour Ilah de donner à son personnage des visages hilarants et grotesques. En montrant une si grande variété de traits de personnalité, Cordelia se sent moins comme un personnage de bande dessinée unidimensionnel stéréotypé et plus comme un être humain réel et complexe. Le personnage évolue à partir de ses journaux intimes qu'elle a tenus à l'université. Elle a non seulement écrit ses pensées, mais les a également exprimées dans de petites bandes dessinées et cartoons. Elle se prend généralement comme personnage principal, c'est pourquoi Cordélia lui ressemble beaucoup. Dans Cordelia, elle mêle fiction et éléments autobiographiques. Certains gags sont inspirés par des connaissancesou des personnes observées en rue. Sa vie privée est également une source d'inspiration dont certaines idées sont de son mari, mais elle change encore des détails pour un plus grand potentiel comique. En 1999, Cordelia se voit attribuer sa propre page dans Mix, le supplément jeunesse de De Morgen. Elle est également publiée dans le journal De Tijd. En France elle est présente dans L'Écho des savanes, un recueil est publié aux Éditions Albin Michel en 2005. L'œuvre maîtresse d'Ilah est présente dans la presse pendant près de 23 ans de 1996 à 2019.

### Autres contributions
Elle est l'une des nombreuses bédéistes belges à réaliser des cartoons et des bandes dessinées pour le livre de Gilles Dal België, et cetera (Van Halewyck, 2016), un regard amusant sur l'histoire de la Belgique. À l'occasion du 60e anniversaire de Gaston Lagaffe, elle rend également hommage au personnage d'André Franquin dans l'album collectif Gefeliciflaterd ! publié aux éditions Dupuis en 2017. En 2020, elle rejoint 75 auteurs de bande dessinée néerlandais et flamands pour apporter une contribution graphique à l'ouvrage collectif et gratuit Striphelden versus Corona [« Les Héros de BD contre le corona »] (Oogachtend, Uitgeverij L, 2020). Le livre est destiné à soutenir les librairies de bandes dessinées qui ont dû fermer leurs portes pendant deux mois pendant le confinement au plus fort de la pandémie de Covid-19
En 2009, elle fait partie des auteurs représentatifs de la nouvelle bande dessinée flamande qui est invitée d'honneur au Festival international de la bande dessinée d'Angoulême en 2009.
En outre, elle est également membre du collectif et du site web The Cartoonist, réunissant des dessinateurs belges de presse, créé par Marec, où ils mettent leurs travaux à la disposition du public.

## Œuvres

### Albums de bande dessinée

#### Cordelia
- Les Mecs sont bizarres, Albin Michel, Paris, janvier 2005
Scénario et dessin : Ilah - Couleurs : quadrichromie -  (ISBN 2226148043)

### Catalogues d'exposition
- Ceci n'est pas la BD Flamande[6] - La Flandre invitée d'honneur au Festival international de la bande dessinée d'Angoulême, Fonds flamand des lettres, Berchem, 2009
Scénario : Benoît Mouchart, Gert Meesters - Dessin : collectif - Couleurs : quadrichromie,Artistes : Serge Baeken, Randall Casaer, Constantijn Van Cauwenberge, Luc Cromheecke, Reinhart Croon, Steven Dhondt, Kim Duchateau, Brecht Evens, Stijn Gisquière, Inge Heremans, Jeroen Janssen, Philip Paquet, Gerolf Van de Perre, Pieter De Poortere, Olivier Schrauwen, Kristof Spaey, Simon Spruyt, Judith Vanistendael, Marnix Verduyn, Maarten Vande Wiele. (OCLC 901248335)

### Expositions collectives
- Ceci n'est pas la BD flamande[5], Festival d'Angoulême 2009.
- Ceci n'est pas la BD flamande[7], Louvain du 13 février au 15 avril 2009.

## Postérité

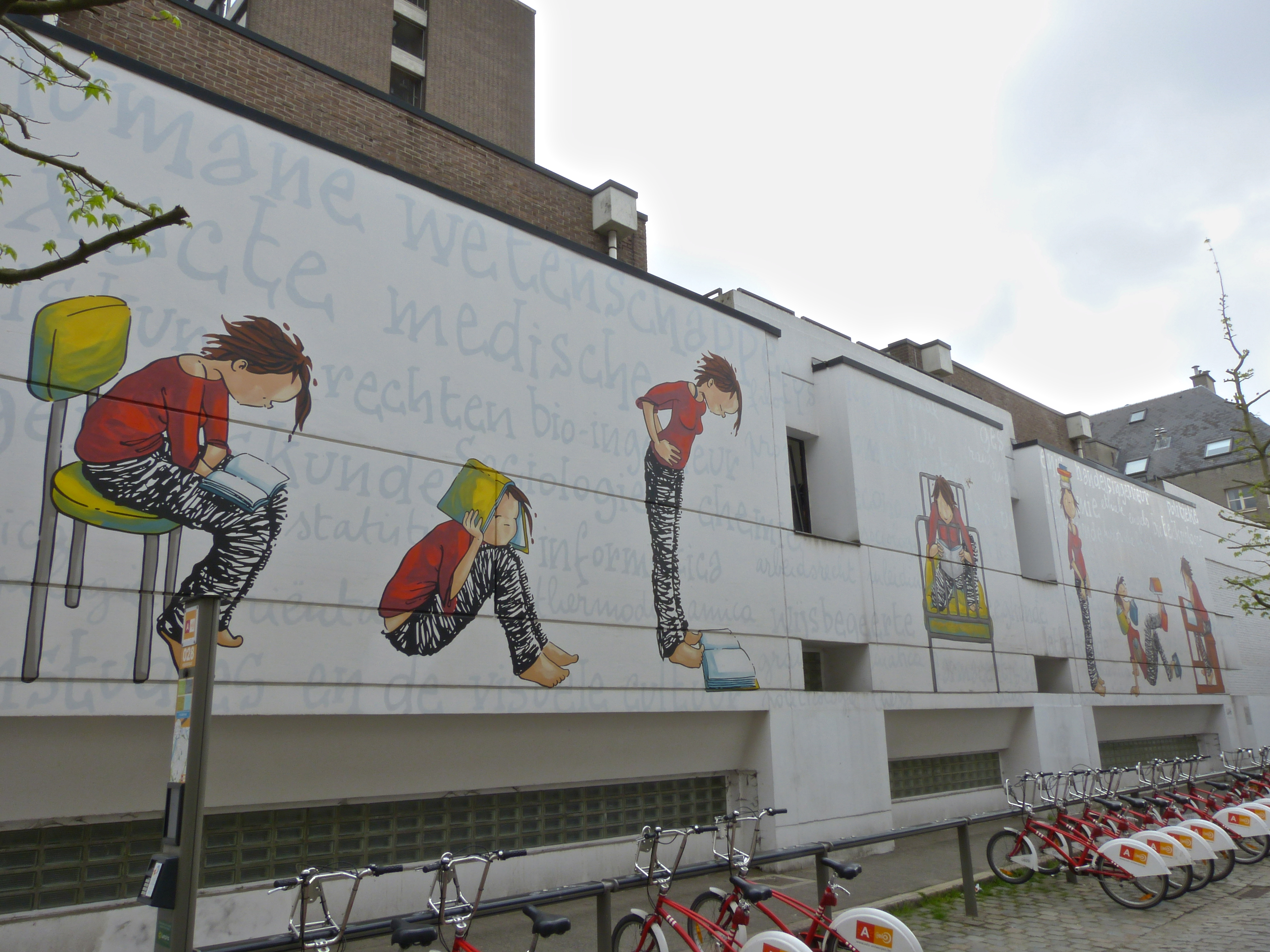
Fresque murale Cordelia à Anvers

Le 30 novembre 2007, une fresque murale Cordelia est inaugurée à la Keizerstraat à Anvers située sur un bâtiment de l'université d'Anvers. Elle représente Cordelia en différentes postures d'étude. En arrière-plan, les noms des différentes facultés sont écrits en lettres gris clair. C'est la cinquième fresque du parcours BD d'Anvers.

#### Livres
: document utilisé comme source pour la rédaction de cet article.
- Pascal Lefèvre et Patrick Van Gompel, La Nouvelle BD flamande, Berchem, Fonds flamand des lettres, 2003, 56 p., ill. ; 17 cm (OCLC 902348799, présentation en ligne).
- (nl) Jan Hoet et Dany Vandenbossche, « Ilah », dans De wereld van de strips in originelen [« Le Monde de la bande dessinée en originaux »], Bruxelles, Vlaams Parlement, 2013, 68 p., PDF (OCLC 901366732, lire en ligne), p. 28.
- Philippe Mellot, Michel Denni, Laurent Turpin et Isabelle Morzadec, Trésors de la bande dessinée : BDM 2023-2024 - Catalogue encyclopédique et Argus, Paris, Les Arènes, novembre 2022, 23e éd., 1677 p., ill. ; 23 cm (ISBN 9791037507280, OCLC 1351462460, présentation en ligne), p. 332. .